# Textilhögskolan

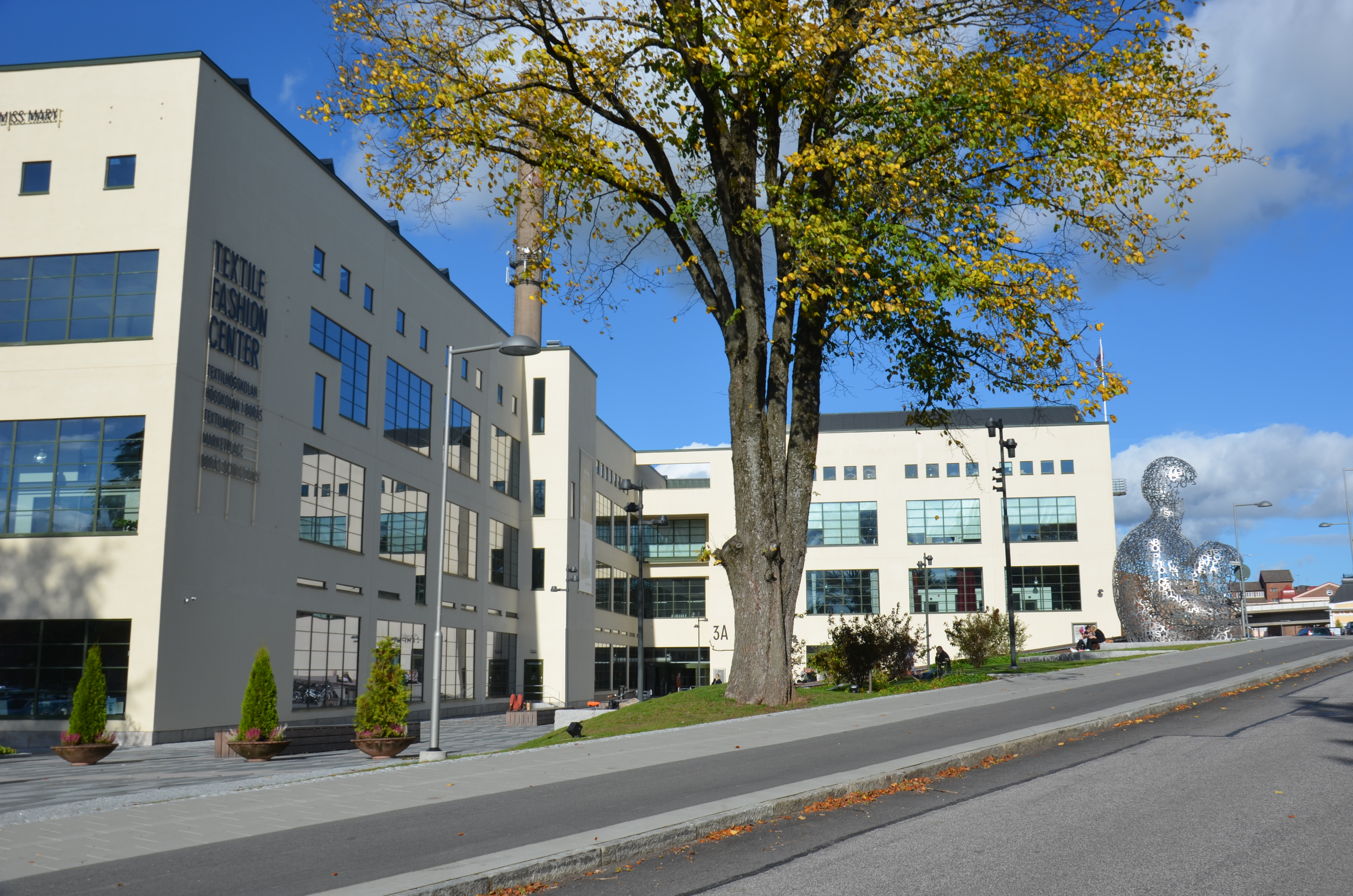
Textile Fashion Center

Textilhögskolan är en del av Högskolan i Borås. Textilhögskolan har sin grund i Tekniska Väfskolan som startade 1866. År 1986 överfördes det som då hette Textilinstitutet till Högskolan i Borås. I dag är Textilhögskolan en internationellt ledande institution för utbildning och utveckling av textil och mode.
2010 fick Textilhögskolan rättigheter att bedriva forskarutbildning inom textil och mode (generellt) samt textil och mode (konstnärligt). Textilhögskolan är ett av endast tre lärosäten i Sverige som har tillstånd att bedriva både vetenskaplig och konstnärlig forskarutbildning, och det enda som gör det inom textil och mode.
En av de mer uppmärksammade forskningsområden vid Textilhögskolan är smarta textilier. Design, konstnärlig forskning, textilt management och textil materialteknik är andra forskningsområden som studeras vid Textilhögskolan.
Textilhögskolan har utbildning från grund- till forskarnivå och forskning inom allt från teknologi till design och textilt management och utbildar cirka 560 helårsstudenter inom program (2025). Utöver program erbjuder Textilhögskolan även ett stort urval av fristående kurser. 
PÅ Textilhögskolan finns också världsunika labbmiljöer.
Sommaren 2013 flyttade Textilhögskolan till Svenskt Konstsilkes gamla fabrik i området Simonsland. Tillsammans med andra verksamheter som Textilmuseet, Marketplace Borås med flera bildades Textile Fashion Center. 

## Grund-, avancerade och forskarutbildningar
- Kandidatprogram i textilt management, inriktning mode och handel, 180 hp
- Modedesign, 180 hp
- Textildesign, 180 hp
- Textilekonomutbildning, 180 hp
- Textilingenjörsutbildning, 180 hp
- Textil produktutveckling och entreprenörskap, 180 hp
- Textil produktion och innovation, 180 hp
- Tekniskt basår

- Magisterprogram i textilt management, 60 hp
- Konstnärlig masterutbildning i mode- och textildesign, 120 hp
- Masterutbildning i textilteknik, 120 hp
- Masterprogram i Fashion Management och Marknadsföring, 120 hp
- Masterprogram i Styrning av textila värdekedjor, 120 hp
- Masterutbildning i textilteknisk innovation

- Forskarutbildning, textil och mode (generell)
- Forskarutbildning, textil och mode (konstnärlig)